# Temporada de tufões no Pacífico de 1965
A temporada de tufões no Pacífico de 1965 não tem limites oficiais; durou o ano todo em 1965, mas a maioria dos ciclones tropicais tende a se formar no noroeste do Oceano Pacífico entre junho e dezembro. Essas datas delimitam convencionalmente o período de cada ano em que a maioria dos ciclones tropicais se forma no noroeste do Oceano Pacífico.
O escopo deste artigo é limitado ao Oceano Pacífico, ao norte do equador e a oeste da Linha Internacional de Data. As tempestades que se formam a leste da linha de data e ao norte do equador são chamadas de furacões; veja a temporada de furacões de 1965 no Pacífico. As tempestades tropicais formadas em toda a bacia do Pacífico Ocidental receberam um nome do Joint Typhoon Warning Center. As depressões tropicais nesta bacia têm o sufixo "W" adicionado ao seu número. As depressões tropicais que entram ou se formam na área de responsabilidade das Filipinas recebem um nome da Administração de Serviços Atmosféricos, Geofísicos e Astronômicos das Filipinas ou PAGASA. Muitas vezes, isso pode resultar na mesma tempestade com dois nomes.

## Sistemas
40 depressões tropicais se formaram este ano no Pacífico Ocidental, das quais 35 se tornaram tempestades tropicais. 21 tempestades atingiram a intensidade do tufão, das quais 11 atingiram o recorde de força do supertufão e 8 atingiram a categoria 5.

### Depressão tropical Atring
Possivelmente regenerou para o Tufão Patsy.

### Depressão tropical 4 CMA
A depressão permaneceu no mar e não durou muito tempo.

### Depressão tropical Thelma (Kuring)
Thelma foi de duração curta.

### Tempestade tropical Vera (Daling)
Vera foi de curta duração.

### Tempestade tropical severa Wanda
Wanda permaneceu no alto mar.

### Tempestade tropical severa Carla (Goring)
Carla formou-se com Babe. Carla teve Intensificação explosiva em 1 de junho mas depois rapidamente degenerou e moveu-se para noroeste e dissipou-se em 3 de junho.

### Supertufão Dinah (Huling)
Uma onda de correntes de ar no hemisfério sul evoluiu para a Depressão Tropical 11W em 12 de junho a leste das Filipinas. Seguiu para oeste-noroeste, fortalecendo-se rapidamente para uma tempestade tropical naquele dia e um tufão no dia 13. Dinah continuou a se intensificar rapidamente ao virar para o noroeste e atingiu um pico de 298 km/h (185 mph) no dia 17 a nordeste de Lução. Seu fluxo para o sul foi interrompido e Dinah enfraqueceu ao virar para o norte. Ele atingiu o sul de Taiwan no dia 18 como um tufão de 230 km/h (140 mph), e enfraqueceu muito sobre a ilha para uma tempestade tropical. Neste momento, Dinah exibiu um raro olho de radar falso. Dinah virou para o nordeste, onde se tornou extratropical perto do Japão em 20 de junho. A tempestade matou 45 pessoas em seu caminho e destruiu 5.000 casas em Taiwan.

### Supertufão Freda (Miling)
O supertufão Freda de 260 km/h (160 mph), que originou em 6 de julho, atingiu o norte de Lução no dia 13. Atravessou a ilha e o Mar da China Meridional, onde atingiu a Ilha de Hainão como um tufão de 185 km/h (115 mph) no dia 15. Freda se dissipou no dia seguinte sobre a China, após causar fortes enchentes matando um número desconhecido de pessoas. Em Hong Kong, Freda matou 2 pessoas.

### Depressão tropical 18  CMA
A depressão manteve-se afastada de terra, e também foi de curta duração.

### Tempestade tropical severa Gilda (Narsing)
Gilda foi de curta duração, apesar de ter causado danos menores.

### Depressão tropical 20 CMA
A depressão foi de curta duração.

### Tufão Harriet (Openg)
Harriet atingiu o Taiwan como tufão de Categoria 3.

### Supertufão Jean (Rubing)
Supertufão Jean, depois de atingir um pico de 260 km/h (160 mph) em 3 de agosto, enfraqueceu ligeiramente para atingir o sudoeste do Japão como supertufão de 240 km/h (150 mph) em 5 de agosto. O tufão trouxe ventos fortes para o sul do Japão antes de se tornar extratropical no dia 7. Tufão Jean matou 28 pessoas em todo o sul do Japão.

### Tufão Ivy (Pining)
Ivy fez um loop e apenas sobreviveu 5 dias antes de se dissipar.

### Tempestade tropical Severa Kim
Kim manteve-se no mar alto.

### Supertufão Lucy
Em 14 de agosto, uma depressão tropical se formou e foi nomeada Lucy depois de se tornar uma tempestade tropical. Lucy tornou-se um tufão e logo em um super tufão de 282 km/h (175 mph). Lucy enfraqueceu e atingiu o Japão como um tufão mínimo. Lucy se dissipou em 24 de agosto.

### Supertufão Mary (Saling)
O Supertufão Mary de 282 km/h (175 mph) enfraqueceu de seu pico para atingir o leste de Taiwan em 18 de agosto como tufão de 105 mph (105 mph). O tufão trouxe ventos fortes e chuva pesada antes de se dissipar sobre a China no dia 20.

### Supertufão Shirley
O tufão Shirley de 210 km/h (130 mph), depois de enfraquecer de um pico de 240 km/h (150 mph), atingiu o sul do Japão em 10 de setembro, causando danos moderados e chuvas fortes. Enchentes e deslizamentos de terra resultantes mataram 67 pessoas e deixou 6 desaparecidos.

### Supertufão Trix (Walding)
O tufão Trix atingiu o centro da ilha de Honshū, no Japão, poucos dias depois do tufão Shirley. Trix causou fortes chuvas 98 pessoas foram mortas e 9 estão desaparecidas devido às inundações e deslizamentos de terra resultantes.

### Tempestade tropical Agnes
A Tempestade Tropical Agnes atingiu Hong Kong matando 5 pessoas.

### Supertufão Bess
Bess foi a tempestade mais forte da temporada. A tempestade se formou em 27 de setembro a nordeste de Palau e se dissipou em 6 de outubro ao norte do Japão.

### Depressão tropical Anding
Anding não durou muito tempo.

### Tufão Della
Della permaneceu no mar.

## Nomes das tempestades
| - Agnes 33W - Bess 34W - Carmen 35W - Della 37W - Elaine 38W - Faye 39W - Gloria 40W - Hester - Irma - Judy - Kit - Lola - Mamie - Nina - Ora - Phyllis - Rita - Susan - Tess - Viola - Winnie | - Alice - Betty - Cora - Doris - Elsie - Flossie - Grace - Helen - Ida - June - Kathy - Lorna - Marie - Nancy - Olga - Pamela - Ruby - Sally - Therese - Violet - Wilda | - Anita - Billie - Clara - Dot - Ellen - Fran - Georgia - Hope - Iris - Joan - Kate - Louise - Marge - Nora - Opal - Patsy 1W - Ruth 2W - Sarah 3W - Thelma 4W - Vera 5W - Wanda 6W | - Amy 7W - Babe 9W - Carla 10W - Dinah 11W - Emma 12W - Freda 14W - Gilda 15W - Harriet 16W - Ivy 18W - Jean 17W - Kim 19W - Lucy 20W - Mary 21W - Nadine 22W - Olive 25W - Polly 26W - Rose 27W - Shirley 28W - Trix 29W - Virginia 31W - Wendy 32W |

### Filipinas

#### Nomes utilizados
| Lista oficial            | Lista oficial | Lista oficial | Lista oficial | Lista oficial |
| ------------------------ | ------------- | ------------- | ------------- | ------------- |
| Atring                   | Bining        | Kuring        | Daling        | Elang         |
| Goring                   | Huling        | Ibiang        | Luming        | Miling        |
| Narsing                  | Openg         | Pining        | Rubing        | Saling        |
| Tasing                   | Unding        | Walding       | Yeyeng        |               |
| Lista auxiliar utilizada |               |               |               |               |
|                          |               |               |               | Anding        |
| Binang                   |               |               |               |               |

#### Nomes não utilizados
| Nomes não utilizados | Nomes não utilizados | Nomes não utilizados   | Nomes não utilizados  | Nomes não utilizados               |
| -------------------- | -------------------- | ---------------------- | --------------------- | ---------------------------------- |
|                      | Kadiang              | Dinang (sem ser usado) | Epang (sem ser usado) | Gundang (sem usar) (sem ser usado) |

A Administração de Serviços Atmosféricos, Geofísicos e Astronômicos filipinos usa seu próprio esquema de nomenclatura para ciclones tropicais em sua área de responsabilidade. A PAGASA atribui nomes às depressões tropicais que se formam dentro de sua área de responsabilidade e a qualquer ciclone tropical que possa se mover para dentro de sua área de responsabilidade. Caso a lista de nomes para um determinado ano se revele insuficiente, os nomes são retirados de uma lista auxiliar, os primeiros 6 dos quais são publicados todos os anos antes do início da temporada. Os nomes não retirados desta lista serão usados novamente na temporada de 1969. A PAGASA usa seu próprio esquema de nomenclatura que começa no alfabeto filipino, com nomes femininos filipinos terminando com "ng" (A, B, K, D, etc. ). Os nomes que não foram atribuídos/vão ser usados são marcados em cinzento.